# Завадовская, Екатерина Константиновна
Екатери́на Константи́новна Завадо́вская (1913—2004) — советский учёный, доктор технических наук, профессор.
Автор более 100 научных публикаций. Вместе с мужем — А. А. Воробьёвым, Завадовская участвовала в создании научной школы по радиационной физике, их работы были признаны как в СССР, так и за рубежом.

## Биография
Родилась 23 апреля 1913 года в Томске в семье медиков. Её отец — Константин Николаевич Завадовский — был профессором кафедр нервных и душевных болезней (1920—1928), пропедевтической клиники внутренних болезней (1938—1950), физиотерапии и курортологии (1928—1938) медицинского факультета Томского государственного университета и лечебного факультета Томского медицинского института.
В 1936 году Екатерина Завадовская окончила физико-математический факультет Томского государственного университета. В 1936—1941 годах работала в Сибирском физико-техническом институте научным сотрудником. В 1941 году защитила диссертацию на тему «Импульсная прочность изоляции при одновременном воздействии статического напряжения» на соискание учёной степени кандидата физико-математических наук.
С апреля 1941 года Завадовская работала в Томском индустриальном институте (ТИИ, ТПИ — ныне Томский политехнический университет) доцентом на кафедре техники высоких напряжений, затем — на кафедре «Электроизоляционной и кабельной техники» (ЭиКТ). В 1955 году защитила докторскую диссертацию на тему «Электрическая прочность ионных диэлектриков и энергия кристаллической решётки». 3 февраля 1960 года была утверждена в звании профессора, став первой женщиной — профессором ТПУ, и продолжала работать на кафедре ЭиКТ. Читала курсы лекций «Техника высоких напряжений», «Электротехнические материалы», «Электрорадиоматериалы», «Испытание диэлектриков», «Физика неорганических диэлектриков», «Физика». По инициативе и под руководством Екатерины Завадовской была создана лаборатория по исследованию физических свойств ионных соединений, позже реорганизованная в НИИ радиационной физики.
9 февраля 1997 года была Екатерина Константиновна была избрана почётным членом Академии электрических наук. Была членом Советов Томского политехнического института и факультета, нескольких советов по защите диссертаций, рецензентом и консультантом по научной работе различных учреждений, депутатом Томского городского совета.
Умерла 12 марта 2004 года в Томске. Похоронена в рядом с мужем — А. А. Воробьёвым.
Была награждена медалями, в числе которых «За доблестный труд в Великой Отечественной войне 1941—1945 гг.».

### Семья
Муж — А. А. Воробьёв — ректор Томского политехнического института; член-корреспондент АПН СССР, профессор, доктор физико-математических наук, заслуженный деятель науки и техники РСФСР.
Дети:
- Воробьёв, Владимир Александрович (род. 1936) — профессор, доктор технических наук, Заслуженный деятель науки и техники РФ[4].
- Воробьёв, Сергей Александрович (1944—1992) — профессор, доктор физико-математических наук НИИ ЯФ при ТПУ.